# اواراز
اواراز (به اسپانیایی: Huaraz) یک شهر در پرو است که در Huaraz Province واقع شده‌است.

## خصوصیات
اواراز ۳۷۰٫۰۳ کیلومترمربع مساحت دارد  ۳٬۰۵۲ متر بالاتر از سطح دریا واقع شده‌است.

## خواهرخوانده
شهر کاخامارکا خواهرخواندهٔ اواراز هست.